# Frank Xaver Spiecker
Frank (Franz) Xaver Spiecker (* 29. November 1890 in München-Gladbach; † 12. Oktober 1945 in Garches) war ein deutsch-US-amerikanischer Literaturwissenschaftler und Übersetzer. Er leistete wichtige Beiträge zur Erforschung der Schriftstellerin Luise Hensel sowie des Autors Wilhelm Müller und war darüber hinaus in diversen sozialen und politischen Bereichen tätig.

## Leben und Ausbildung
Frank Xaver Spiecker wurde am 29. November 1890 in Mönchengladbach als Sohn des Oberpostsekretärs Peter Spiecker und dessen Frau Katharina geboren. Sein älterer Bruder Carl Spiecker (1888–1953) war als Politiker der Zentrumspartei und später der CDU sowie als Journalist und Ministerialdirektor bekannt.
Nach dem Abitur studierte Frank Spiecker Germanistik, Griechisch, Latein und Französisch an den Universitäten Wien und Münster. Dank der Unterstützung des Historikers Joseph Schmidlin durfte Spiecker zwischen 1916 und 1919 als erster ausländischer Student in den Archiven Roms forschen.
In den ersten Jahren nach dem Ersten Weltkrieg widmete sich Spiecker zunächst humanitären Aufgaben: In seiner Funktion als Direktor der League of United Charities in Deutschland setzte er sich unter anderem für unterernährte Kinder ein und arbeitete zudem im europäischen Hoover-Komitee mit, das Hilfsprojekte nach dem Krieg koordinierte. In den Jahren 1924 und 1925 war er deutscher Abgeordneter des Papal Relief in America und wanderte 1926 unter dem Namen Francis X. Spiecker über Kanada in die Vereinigten Staaten ein.
Am 10. März 1929 heiratete er Rita Therese Gossens. Das Paar lebte fortan in Evanston (Illinois), wo Spiecker am 24. Januar 1939 die US-amerikanische Staatsbürgerschaft erhielt.

## Wissenschaftliche Laufbahn
Spiecker promovierte 1933 an der Northwestern University in Evanston mit einer Dissertation über Luise Hensel und Wilhelm Müller, die von dem renommierten Literaturwissenschaftler James Taft Hatfield (1862–1945) betreut wurde. In einer 1936 veröffentlichten Arbeit mit dem Titel Luise Hensel als Dichterin analysierte Spiecker Hensels literarisches Schaffen und deren persönliche Entwicklung, wobei er sich auf bisher unveröffentlichte Dokumente aus Hensels Nachlass stützte. Mit dieser Arbeit konnte sich Spiecker als Experte für die romantische Literatur etablieren.
Von 1944 bis zu seinem Tod war Spiecker als Assistant Professor of German an der Northwestern University tätig. Neben seiner akademischen Arbeit übersetzte er wissenschaftliche Texte ins Englische. Zudem war Spiecker Mitglied der American Association of University Professors und der Modern Language Association.

## Militärdienst und Tod
Im Frühjahr 1944 trat Spiecker dem US-Militär bei. Ob er dies freiwillig tat oder er eingezogen wurde, ist nicht bekannt. Er diente als „Civil Censor“ für das Militär und wurde nach Frankreich entsandt. Während seines Einsatzes erkrankte er allerdings schwer und starb am 12. Oktober 1945 in Garches, einer Vorstadt von Paris. Sein Grab befindet sich auf dem Epinal American Cemetery and Memorial in Lothringen.

## Bedeutung
Spiecker wird heute vor allem für seine literaturwissenschaftliche Forschung zu Luise Hensel und Wilhelm Müller geschätzt. Seine Arbeit über Hensel gilt als eine der frühesten psychologischen Analysen ihres Werkes, die auf einer umfassenden Auswertung unveröffentlichter Quellen aus Hensels Nachlass basierte.

## Veröffentlichungen (Auswahl)
- Luise Hensel als Dichterin. Eine psychologische Studie ihres Werdens auf Grund des handschriftlichen Nachlasses. Freiburg im Breisgau: Herder 1936
- „Clemens Brentano und Luise Hensel: Eine Schicksalsstunde im Leben zweier Romantiker.“ In: The Journal of English and Germanic Philology 34 (1935), Nr. 1., S. 59–73
- „Luise Hensel und Wilhelm Müller.“ In: GermRev [The Germanic Review] 8 (1933), S. 265–277
- „Deutsche Einheit: Deutsche Freiheit.“ In: Monatshefte für Deutschen Unterricht 25 (1933), Nr. 2, S. 57
- „The Training of Teachers of the Modern Foreign Languages.“ In: Monatshefte für Deutschen Unterricht 24 (1932), Nr. 5, S. 150–154